# بوم كليمنتيف
بوم كليمنتيف (بالفرنسية: Pom Klementieff)‏ هي ممثلة فرنسية، ولدت في 3 مايو 1986 في كندا.

## أعمال

### أفلام
- (2013) الفتى العجوز[5]
- (2017) إنغريد تذهب للغرب
- (2017) حداثة
- (2017) حراس المجرة 2[6][6]
- (2018)  الحرب اللانهائية[7][7]
- (2019)  نهاية اللعبة[8][9]

## وصلات خارجية
- بوم كليمنتيف على موقع IMDb (الإنجليزية)
- بوم كليمنتيف على موقع ميتاكريتيك (الإنجليزية)
- بوم كليمنتيف على موقع روتن توميتوز (الإنجليزية)
- بوم كليمنتيف على موقع قاعدة بيانات الأفلام العربية
- بوم كليمنتيف على موقع ألو سيني (الفرنسية)
- بوم كليمنتيف على موقع تيرنر كلاسيك موفيز (الإنجليزية)
- بوم كليمنتيف على موقع أول موفي (الإنجليزية)
- بوم كليمنتيف على موقع قاعدة بيانات الأفلام السويدية (السويدية)
- بوم كليمنتيف على موقع قاعدة بيانات الفيلم (الإنجليزية)
- بوم كليمنتيف على موقع كينوبويسك (الروسية)